# Joe Jordan
Joseph "Joe" Jordan (ur. 15 grudnia 1951 roku w Carluke) – szkocki piłkarz występujący na pozycji napastnika oraz trener piłkarski. Jego syn – Tom jest zawodnikiem klubu Eastleigh FC.